# Goodenia tenuiloba
Goodenia tenuiloba är en tvåhjärtbladig växtart som beskrevs av Ferdinand von Mueller. Goodenia tenuiloba ingår i släktet Goodenia och familjen Goodeniaceae. Inga underarter finns listade i Catalogue of Life.